# American Jesus
American Jesus è un brano pubblicato come singolo dal gruppo punk rock dei Bad Religion nel 1993, primo estratto dall'album Recipe for Hate.

## Descrizione
American Jesus si concentra principalmente sull'idea che Dio favorisca l'America piuttosto che gli altri paesi. Come Greg Graffin stesso disse: "Durante la Guerra del Golfo, George Bush disse 'Vinceremo, perché Dio è dalla nostra parte!'. Che frase fantastica!". La canzone tratta poi l'antisemitismo, la guerra e la religione come scusa e pretesto. 

## Video musicale
Il video è interamente in viraggio seppia, è mostra la band che gira in macchina attraverso Los Angeles e vari pedoni bendati che portano delle croci. Il video taglia a delle scene in cui la band suona nel deserto e ad altre in cui Graffin cammina per la città. Tutto finisce con dei civili che cantano "una nazione sotto Dio" mentre sono disposti in riga.

## Tracce
- American Jesus
- Stealth

## Musicisti
- Greg Graffin (voce)
- Jay Bentley (basso)
- Bobby Schayer (batteria)
- Brett Gurewitz (chitarra, tastiera)
- Greg Hetson (chitarra)